# Antonio Biaggi

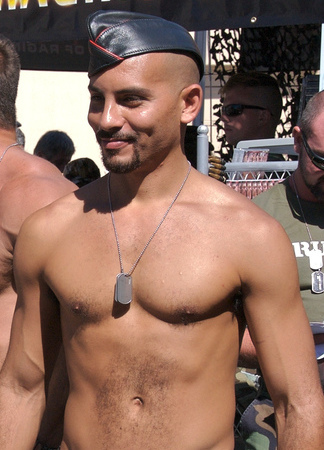
Antonio Biaggi auf der Folsom Street Fair (2007)

Antonio Biaggi (* 10. Juni 1978 in San Juan, Puerto Rico) ist ein puerto-ricanischer Pornodarsteller. Er dreht ausschließlich homosexuelle Pornofilme und ist populär für seine Barebacking-Aufführungen.

## Leben
Antonio Biaggi lebte seine Jugend in seiner Geburtsstadt San Juan in Puerto Rico. Anschließend zog er in die Vereinigten Staaten nach San Francisco. Einige seiner dortigen Beziehungspartner empfahlen ihm die Arbeit in der Sexindustrie. Sein pornografisches Debüt gab er schließlich 2007 unter Raging Stallion mit dem Film Grunts. Durch den Erfolg wurden auch weitere Filme wie Big, Bigger, Biggest Part 1 & 2 und The 4th Floor unter Raging Stallion zum Erfolg. Im Jahr 2009 lief sein Vertrag aus und Biaggi ließ ihn nicht erneuern. Angedacht war, dass er sich bezogen auf die Sexindustrie in den Ruhestand begeben wollte, hingegen spielte er jedoch noch im selben Jahr für den unabhängigen Macho-Amateur-Verlag Machofucker mit und erlangte einen noch höheren Beliebtheitsgrad. Lange Zeit war er das Gesicht von Machofucker; man assoziierte den Verlag mit seinem Gesicht und andersherum. 2013 erschien seine eigene pornografische Online-Plattform BiaggiVideos.biz, bei der anfangs ausschließlich nur er im Fokus stand, mit der Zeit aber auch Videos ohne Biaggi veröffentlicht wurden. Hiermit unterhält er nun sein eigenes pornografisches Unternehmen.
Außerhalb der Sexindustrie modelte Biaggi als Unterwäschemodel für Andrew Christian und öffnete 2008 eine ökologische Boutique mit dem Titel Eco Boutique, die jedoch ein Jahr später geschlossen wurde. Er ist außerdem im Musikvideo zu Take It like a Man (7th Heaven Remix) von Cher zu sehen.

## Auszeichnungen
- Grabby Awards
  - 2009: Hottest Cock Uncut (erhalten)[2]
- Cybersocket Web Awards
  - 2014: Personality of the Year (nominiert)
  - 2014: Best Actor (nominiert)
  - 2014: Best Sex Scene für Cruising for a Breeding (nominiert)
  - 2015: Best Actor (erhalten)[3]
  - 2015: Businessman of the Year (nominiert)
  - 2015: Best Sex Scene für Redneck Weekend Jeep (nominiert)